# نوکیا ۲۶۰۰
نوکیا۲۶۰۰  یک نمونه از گوشی‌های شرکت نوکیا می‌باشد که در سال ۲۰۰۴ معرفی گردید. این گوشی دارای صفحه رنگی، آهنگ‌های زنگ چندصدایی می‌باشد اما با این حال فاقد دوربین و بلوتوث می‌باشد.